# Cycle de marche
 (juin 2016).

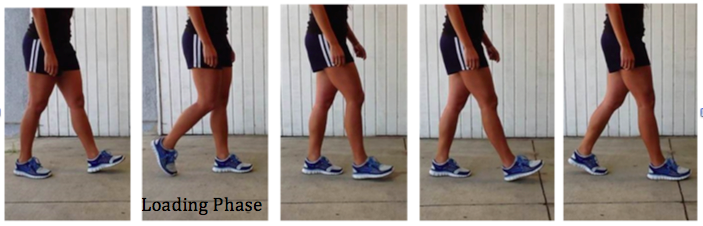
Cycle de marche

Le cycle de marche est défini entre deux appuis du talon d'une même jambe sur le sol. Les différentes phases sont généralement définies en pourcentage, 0 % correspondant au premier appui talon et 100 % au deuxième. 
Ce cycle peut être séparé en deux phases :

## La phase d'appui (0 à 60%)
Cette phase commence par l'appui talon et se termine par le décollement du pied du sol. On peut observer dans cette phase différentes sous-phases : 
- l'attaque du pas (0 à 10 %) correspond à la mise à plat du pied et se termine lorsque le pied controlatéral quitte le sol ;
- le pas antérieur (10 % à 30 %) du cycle de marche correspond à l'avancée du tibia sur un pied stationnaire et se termine par le décollement du talon ;
- le pas postérieur (30 à 50 %) se termine par l'appui talon du pied controlatéral ;
- la propulsion (50 % à 60 %) qui se termine par le décollement du pied ipsilatéral.

## La phase oscillante ou pendulaire (60% à 100%)
Tout comme la phase précédente, elle peut être séparée en trois sous-phases : 
- le début de la phase oscillante (60 à 73 %) correspondant à l'avancée de la jambe fléchie pour permettre le passage du pas. Cette phase se termine lorsque le genou commence à repartir en extension ;
- le milieu de la phase oscillante (73 à 87 %) se termine lorsque le tibia est vertical et en avant du membre controlatéral ;
- la fin de la phase oscillante (87 % à 100 %) se termine lorsque le talon ipsilatéral touche le sol.

## Sources
- (en) GAIT Analysis: Normal and Pathological Function, Slack Incorporate